# Susanne Hähnchen
Susanne Hähnchen (* 20. Mai 1969 in Berlin-Pankow) ist eine deutsche Juristin und Hochschullehrerin an der Universität Potsdam.

## Leben
Susanne Hähnchen absolvierte 1987 ihr Abitur an der Georg-Friedrich-Händel-Oberschule in Berlin und begann danach eine Ausbildung, bevor sie 1990 das Studium der Rechtswissenschaften an der Freien Universität Berlin aufnahm. Dieses schloss sie im Jahr 1995 erfolgreich mit dem Ersten Juristischen Staatsexamen ab. Während ihres anschließenden Referendariats am Kammergericht arbeitete sie als wissenschaftliche Mitarbeiterin von Uwe Wesel, bei dem sie 2001 auch promovierte. Ihre Dissertation wurde 2002 von der Freien Universität Berlin mit dem „Ernst-Reuter-Preis“ ausgezeichnet. Bereits 1998 hatte sie ihr Zweites Staatsexamen abgelegt. Nach dem erfolgreichen Abschluss der Promotion arbeitete sie bis 2005 als wissenschaftliche Assistentin von Friedrich Ebel an der Freien Universität Berlin. Im Mai 2007 habilitierte sie sich dort und erhielt die venia legendi für die Fächer Bürgerliches Recht, Römisches Recht und Privatversicherungsrecht.
Es folgten Lehrstuhlvertretungen an den Universitäten Bielefeld, Münster und Göttingen, bis sie 2010 den Ruf der Universität Bielefeld auf den Lehrstuhl für Bürgerliches Recht, Deutsche und Europäische Rechtsgeschichte sowie Privatversicherungsrecht annahm. Seit Oktober 2020 hat Hähnchen die Professur für Bürgerliches Recht, Deutsche und Europäische Rechtsgeschichte an der Universität Potsdam inne. Seit 2014 betreibt sie die Website Recht-Kinderleicht.de. Auf dieser werden rechtliche Themen, die insbesondere Kinder und Jugendliche betreffen, verständlich erklärt.
Hähnchen erhielt 2018 einen Ars legendi-Fakultätenpreis.
Susanne Hähnchen lehrt und forscht insbesondere zu Familienrecht, zur juristischen Methodenlehre und zur Rechtsgeschichte. Sie ist verheiratet und Mutter von zwei Kindern.

## Publikationen (Auswahl)
- Die causa condictionis. Ein Beitrag zum klassischen römischen Kondiktionenrecht. Duncker & Humblot, Berlin 2003, ISBN 3-428-10923-6 (Dissertation).
- Obliegenheiten und Nebenpflichten. Eine Untersuchung dieser besonderen Verhaltensanforderungen im Privatversicherungsrecht und im allgemeinen Zivilrecht unter besonderer Berücksichtigung der Dogmengeschichte. Mohr Siebeck, Tübingen 2010, ISBN 978-3-16-149640-0.
- Rechtstheorie mit Juristischer Methodenlehre. 7. Auflage. C.F. Müller, Heidelberg 2018, ISBN 978-3-8114-4644-1.
- Rechtsgeschichte: Von der Römischen Antike bis zur Neuzeit. 4. Auflage. C.F. Müller, Heidelberg 2011, ISBN 978-3-8114-9842-6.
- Klaus Adomeit & Susanne Hähnchen: Latein für Jurastudierende. 6. Auflage. C.H. Beck, München 2015, ISBN 978-3-406-68644-3.
- Rechtsgeschichte: Von der Römischen Antike bis zur Neuzeit. 6.  Auflage. C.F. Müller, Heidelberg 2021, ISBN 978-3-8114-5739-3.
- Latein für Jurastudierende. 8.  Auflage. C.H. Beck, München 2022, ISBN 978-3-406-78574-0.